# ISO 9001
ISO 9001 är en internationell standard i ISO 9000-serien för fastställande av kvalitetsledning som organisationer kan certifiera sig mot.

## Sammanfattning
ISO 9001 bygger på ett antal grundläggande principer och används av miljontals organisationer världen över. Sammantaget handlar standarden om att organisationen ska utgå från kundernas behov och se över de interna arbetssätten för att minska kostnader.  Uppfyller organisationen alla krav kan den bli certifierad. Förutom de positiva effekterna av ett fungerande kvalitetsledningssystem såsom effektivisering och ökad lönsamhet, används ISO 9001  också mer och mer i upphandlingsförfaranden.

## ISO 9001:s sju principer
ISO 9001 innehåller femtioåtta krav som baseras på sju principer i den nya versionen av ISO 9001 som uppdaterades 2015:
- Kundfokus
- Ledarskap
- Medarbetarnas engagemang
- Processinriktning
- Förbättring
- Faktabaserade beslut
- Relationshantering

## Tillvägagångssätt
När organisationens ledningssystem uppfyller kraven i ISO 9001, kan organisationen anlita ett ackrediterat certifieringsorgan för att göra en revision och kontrollera att kraven verkligen är uppfyllda. Därefter kan certifieringsorganet utfärda ett certifikat. Certifikatet gäller en fastställd period varefter det måste förnyas. I Sverige kan uppgifter om ackrediterade certifieringsorgan hämtas ur Swedacs ackrediteringsregister